# Portugalština
Portugalština (língua portuguesa) spadá mezi západní románské jazyky do iberorománské větve, spolu se španělštinou, katalánštinou a galicijštinou. Portugalština se rozšířila po světě v průběhu 15. a 16. století, když si Portugalsko vytvořilo svou koloniální říši, která přetrvala (s výjimkou Brazílie) až do roku 1975 (Mosambik, Angola), popř. 1999, kdy Portugalsko přišlo o svou poslední zámořskou kolonii – Macao, které bylo tehdy předáno Číně. Z toho vyplývá, že portugalština je v současné době úředním jazykem více nezávislých států a je také často používána jako druhý jazyk. Kromě vlastní portugalštiny existuje ještě na dvacet kreolských jazyků vytvořených převážně na bázi portugalštiny. V důsledku emigrace z Portugalska v posledních desetiletích se portugalština stala jazykem významných menšin v západní Evropě a severní Americe.

## Rozšíření
Portugalština je jediný úřední jazyk v Angole, Brazílii, Mosambiku, Portugalsku a Svatém Tomáši a Princově ostrově. Společně s jinými jazyky je portugalština úředním jazykem ve Východním Timoru (společně s Tetumem), Macau (společně s čínštinou) a Rovníkové Guiney (společně se španělštinou a francouzštinou). Na Kapverdách, v Guineji-Bissau a Rovníkové Guineji je sice jazykem úředním, ale není jazykem nejdůležitějším. Důležitým, nikoli ovšem úředním jazykem, je portugalština v Andoře, Lucembursku (kvůli přistěhovalectví portugalských pracovních sil; portugalsky mluví přibližně deset procent obyvatel), Namibii a JAR.

### Amerika
V Jižní Americe se portugalština těší rostoucímu významu. Kvůli velkému významu Brazílie je portugalština vyučována v některých jiných jihoamerických zemích, obzvláště v Argentině a jiných členských zemích Mercosuru (Mercosul). Vedle přibližně 190 miliónů rodilých mluvčích v Brazílii, žijí rodilí mluvčí v příhraničních oblastech Argentiny, Bolívie, Paraguaye (Brasiguayos) a Uruguaye (v Paraguayi žije 22 520 portugalsky mluvících lidí (jako mateřským jazykem) podle sčítání z roku 2002). Portugalština současně vytváří se španělštinou smíšený jazyk zvaný Portuñolština. Velké portugalské menšiny jsou v Antigui a Barbudě, Bermudě, Kanadě, Guyaně, na Jamajce, ve Spojených státech (Boston, New Jersey, Miami) a Venezuele, kde je tento vysoký počet tvořen přistěhovalci, popř. gastarbeitery z Brazílie nebo Portugalska.

### Evropa
V Evropě mluví portugalsky především 10,6 miliónů obyvatel Portugalska. V západní Evropě se tento počet zvyšuje v posledních desetiletích přistěhovalectvím z Portugalska a přesahuje deset procent v Lucembursku a Andoře. Kromě toho je hodna zmínění portugalská komunita v Belgii, Francii, Německu, na ostrově Jersey a ve Švýcarsku. Ve Španělsku se mluví portugalsky ve Vale do Xalima, kde je označována jako A fala. V dnes španělské Olivençe se mluvilo do čtyřicátých let portugalským dialektem. V severozápadním Španělsku Galicii se hovoří galicijštinou, jazykem velmi podobným portugalštině.
Galicijština a portugalština mají společné kořeny a do středověku tvořily jediný jazyk (označovaný jako galicijsko-portugalský). Tento jazyk byl používán i v poezii. Také v současné době jazykovědci nahlížejí na portugalštinu a galicijštinu jako na jeden celek. Galicijština má v současné době dva standardy spisovného jazyka – místní autonomní vládou podporovaný se opírá více o španělštinu, zatímco v jistých politických a univerzitních kruzích se etabloval standard bližší portugalštině. Jediný galicijský poslanec v Evropském parlamentě, Camilo Nogueira, hovoří při svých vystoupeních portugalsky.

### Afrika

Státy PALOP

Portugalština je důležitý jazyk v subsaharské Africe. Angola a Mosambik jsou společně se Svatým Tomášem a Princovým ostrovem, Kapverdami, Rovníkovou Guineou a Guineou-Bissau jako PALOP (Paises Africanos de Língua Oficial Portuguesa) známy a organizovány; představují přibližně 16 miliónů portugalských mluvčích (odhady hovoří až o devíti miliónech rodilých mluvčích, zbytek je dvojjazyčný). Paradoxně užívání portugalštiny se po osamostatnění bývalých kolonií rozšířilo. Vlády mladých států totiž viděly portugalštinu jako nástroj k rozvoji země a upevnění národní jednoty (na rozdíl od místních jazyků, které nezřídka používá v dané zemi mnohem více lidí, je portugalština relativně neutrální a neprotežuje žádný konkrétní národ).
Jako důležitý jazyk menšin vystupuje portugalština v Demokratické republice Kongo (Zairu), Malawi, Namibii (tam tvoří uprchlíci z Angoly přibližně 20 % obyvatel), JAR (více než jeden milión mluvčích), Zambii a Zimbabwe.
V jiných částech Afriky jsou používány portugalské kreolské jazyky. Na jihu Senegalu, v Casamance, je společenství, které je jazykově a kulturně s Guineou-Bissau příbuzné a kde se lidé portugalsky učí. Na ostrově Annobón (Rovníková Guinea) se užívá další kreolština, která je příbuzná s tou ze Svatého Tomáše a Princova ostrova.
V Angole se portugalština rychle stává národním jazykem, přestává být pouhým jazykem „provozním“. Podle oficiálního sčítání z roku 1983 byla portugalština rodným jazykem 75 % obyvatel hlavního města Luandy, která má celkem přibližně 2,5 miliónů obyvatel (pro nejméně 300 000 z nich je portugalština jediný jazyk), a 99 % z nich portugalsky rozumí, i když v rozdílné míře. Tento výsledek není moc překvapivý. V roce 1979 byla v slamových oblastech Luandy provedena anketa, v níž se ukázalo, že všechny africké děti od šesti do dvanácti let mluví portugalsky, ale jen 47 % z nich nějakým jazykem africkým. V celé zemi používá asi 60 % obyvatel z asi 12,5 miliónů portugalštinu jako prostředek dorozumění. Mnoho mladých Angolanů umí jen portugalsky.  Velký podíl na tom mají televizní stanice z Portugalska a Brazílie, které lze v Angole sledovat a které jsou velmi populární. Angolská portugalština ovlivnila zpětně portugalštinu v současné době užívanou v Portugalsku, a to vlivem retornados, tedy portugalských navrátilců po vyhlášení nezávislosti. Slova jimi používaná se rozšířila zejména mezi městskou mládeží. Mezi tato slova patří např. iá (ano), bué (mnozí) nebo bazar (odejít).
Mosambik patří mezi země, kde je portugalština úředním jazykem, ale z velké části používaným jen jako jazyk druhý. Ve městech je ale jazykem nejužívanějším. Podle sčítání z roku 1997 mluví přibližně 40 % celkové populace portugalsky, z toho přibližně 72 % ve městech. Jinak označilo portugalštinu za svou mateřštinu jen 6,5 % (popř. 17 % ve městech a 2 % na venkově). Všichni mosambičtí spisovatelé používají portugalštinu, která se přizpůsobila mosambické kultuře.
Na Kapverdách a v Guineji-Bissau jsou nejdůležitějšími jazyky portugalské kreolštiny, označované jako Crioulos, zatímco význam portugalštiny jako běžně užívaného jazyka se zmenšuje. Většina Kapverďanů ale umí standardní portugalštinu při formálních situacích použít. Také školství a televize z Portugalska a Brazílie působí proti kreolštině. V Guineji-Bissau je situace o něco jiná, protože kreolštinu používá jenom přibližně 60 % obyvatel a jen 10,4 % z nich ovládá standardní portugalštinu (dle sčítání z roku 1992).
Na Svatém Tomáši a Princově ostrově se používá varianta archaické portugalštiny, která vykazuje mnoho shodných prvků s portugalštinou brazilskou. Elita země používá spíše evropskou verzi, stejně jako v ostatních zemích PALOPu. Vedle vlastní portugalštiny se zde používají také tři jazyky kreolské.

### Asie
Portugalsky se mluví ve Východním Timoru, v indických státech Goa a Daman a Diu a v Macau (Čínská lidová republika). V Goe je považována portugalština za jazyk starší generace, neboť ve školách se jí už neučí, nemá žádný oficiální status, a proto je čím dál tím méně užívána. V Macau používá portugalštinu jen malá portugalská komunita, která zde zůstala po předání země Číně. V celém Macau je jediná škola, kde se vyučuje portugalsky. Přesto zůstává portugalština – spolu s čínštinou – úředním jazykem.
V Asii se vyskytuje více kreolských jazyků s portugalským základem. V malajském městě Malakka je požívána řeč jménem Cristão nebo Papiá Kristang, ostatní živé kreolské jazyky se používají v Indii, na Srí Lance a na ostrově Flores. V Japonsku žije asi 250 000 osob označovaných jako dekasegui; jsou to Brazilci japonského původu, kteří se vrátili do Japonska, ale jejich rodným jazykem je portugalština. Portugalština je v Japonsku používána především v Nagoji a Hamamacu.
Ve Východním Timoru je nejrozšířenějším jazykem Tetum, jazyk původu austronéského, který je portugalštinou silně ovlivněn. Znovuzavedení portugalštiny jako národního jazyka narazilo u mladé generace, odchované indonéským školstvím a nezvládající portugalštinu, na odpor. Portugalština je převážně jazykem starší generace, ale roste zájem o ni i u dospělých a mladých. Východní Timor požádal ostatní země CPLP o pomoc při zavádění portugalštiny jako úřední řeči. Východní Timor se pokouší pomocí portugalštiny najít spojení s mezinárodním společenstvím a vymezit se proti Indonésii. Xanana Gusmão, první prezident Východního Timoru od obnovení nezávislosti, věří, že se podaří portugalštinu rozšířit během deseti let. V roce 2004 ukázalo sčítání, že 700 Východotimořanů má portugalštinu za svůj rodný jazyk, 138 000 hovoří portugalsky a 135 000 je schopno jí porozumět v psané podobě. To je o něco více než 10 % obyvatelstva, pročež jsou slyšet hlasy, že znovuzavedení portugalštiny starými vzdělanými elitami bylo chybou, stejně většina univerzitních kurzů doposud probíhá v indonéštině. Stále většího významu navíc nabírá angličtina, a to kvůli blízkosti Austrálie a přítomnosti mezinárodních vojsk v zemi. Portugalština je do škol teprve zaváděna vedle tetumu a země se potýká s nedostatkem portugalsky mluvících učitelů. Kreolský jazyk Português de Bidau vymřel v šedesátých letech. Uživatelé přecházeli ke standardní portugalštině. Bidau byla užívána ve čtvrti Bidau na východě hlavního města Dili etnickou skupinou Bidau, mestiky s kořeny na ostrově Flores.

### Oficiální status
Země Společenství portugalsky mluvících zemí CPLP je mezinárodní organizace osmi nezávislých států, jejichž úředním jazykem je portugalština. Portugalština je také úředním jazykem Evropské unie, Mercosulu, Africké unie a některých jiných organizací.
Portugalština je úřední jazyk v:
| Země                         | Rodilí mluvčí            | Celkové rozšíření                                   | Obyvatel                 | Poznámky         |
|                              |                          | (vč. těch, kteří mají portugalštinu za druhý jazyk) | (červenec 2003)          |                  |
| Afrika                       |                          |                                                     |                          |                  |
| Angola                       | 60 %                     | údaje nejsou k dispozici                            | 10 766 471               | dle sčítání 1983 |
| Kapverdy                     | údaje nejsou k dispozici | 80 %                                                | 412 137                  |                  |
| Guinea-Bissau                | údaje nejsou k dispozici | 14 %                                                | 1 360 827                |                  |
| Mosambik                     | 9 %                      | 40 %                                                | 17 479 266               | dle sčítání 1997 |
| Svatý Tomáš a Princův ostrov | 50 %                     | 95 %                                                | 175 883                  |                  |
| úředním jazykem není:        |                          |                                                     |                          |                  |
| Namibie                      | 20 %                     | 20 %                                                | 1 927 447                |                  |
| JAR                          | 1 %                      | 1 %                                                 | 42 768 678               |                  |
| Asie                         |                          |                                                     |                          |                  |
| Východní Timor               | údaje nejsou k dispozici | 18,6 %                                              | 947 400                  |                  |
| Macao (Čína)                 | 2 %                      | údaje nejsou k dispozici                            | 469 903                  |                  |
| úředním jazykem není:        |                          |                                                     |                          |                  |
| Daman (Indie)                | 10 %                     | 10 %                                                | údaje nejsou k dispozici |                  |
| Goa (Indie)                  | 3–5%                     | 5 %                                                 | cca 1 200 000            |                  |
| Evropa                       |                          |                                                     |                          |                  |
| Portugalsko                  | 99 %                     | 100 %                                               | 10 102 022               |                  |
| není úředním jazykem:        |                          |                                                     |                          |                  |
| Andorra                      | 11 %                     | 11 %                                                | 69 150                   |                  |
| Lucembursko                  | 14 %                     | 14 %                                                | 454 157                  |                  |
| Jižní Amerika                |                          |                                                     |                          |                  |
| Brazílie                     | 98–99 %                  | 100 %                                               | 182 032 604              |                  |

## Historický vývoj
Portugalština se vyvíjela na západě Iberského poloostrova z vulgární latiny (hovorová forma latinského jazyka), která byla užívána římskými vojáky a osadníky na poloostrově od třetího století př. n. l. Po rozpadu Římské říše se začal galicijsko-portugalský jazyk vlivem původního předrománského substrátu a pozdějšího superstrátu vyvíjet jinak než ostatní románské jazyky. První portugalsky psané dokumenty jsou dochovány z 11. století. Do 15. století se portugalština rozvinula v kulturní jazyk s bohatou literaturou.

### Římská kolonizace
Po roce 154 př. n. l. si Římané podrobili západ Pyrenejského poloostrova, kde leží dnešní Portugalsko a Galície. Z tohoto území se stala později provincie Lusitania. S osadníky a legionáři přišla také lidová verze latiny, běžně označovaná jako vulgární latina, z níž se vyvinuly všechny románské jazyky. 90 % slovní zásoby portugalského jazyka pochází z latiny a jen velmi málo z jazyka původních obyvatel.

### Germánská invaze
Po roce 409, kdy se Západořímská říše začala hroutit, vtrhly germánské národy, Římany označované jako „barbaři“, na Pyrenejský poloostrov. Tito Germáni, zejména Suévové a Gótové, se pomalu asimilovali na římský jazyk a kulturu. Protože kontakt s Římem byl přerušen, vyvíjela se dále zdejší latinská řeč nezávisle, přičemž se postupně posilovaly regionální rozdíly. Jazyková jednota Pyrenejského poloostrova tím byla na dlouho rozbita a vznikla celá řada dialektů, z nichž se později vyvinuly standardní jazyky španělština, portugalština, galicijština a katalánština. Odlišný vývoj portugalštiny a galicijštiny byl mimo jiné ovlivněn Suéby. Germánské prvky přišly do portugalštiny dvojí cestou – jednak nepřímo jako výpůjčky, které patřily do běžného jazyka římských legionářů na Pyrenejském poloostrově, jednak jako přímé přejímky z vizigótského a suébského jazyka.

### Maurská invaze
Od roku 711 si Maurové podrobovali Pyrenejský poloostrov a na jimi podrobených územích se začala jako správní řeč používat arabština. Obyvatelstvo hovořilo i nadále románským dialektem, na nějž neměla arabština zásadní vliv (došlo ale k obohacení slovní zásoby o některá arabská slova). Kromě toho se vyvíjela románská řeč psaná arabským písmem, mozarabština. Potom, co byli Maurové vyhnáni v průběhu reconquisty, zůstalo mnoho Arabů, byť v právním postavení dost omezeném, na území dnešního Portugalska. Později působili jako svobodní řemeslníci a asimilovali se s portugalskou řečí a kulturou. Na základě kontaktu s arabštinou existují přejímky v lexiku, i v moderní portugalštině poměrně hojné, které se nevyskytují v ostatních románských jazycích (arabština měla vliv především na španělštinu, portugalštinu a italštinu, na ostatní románské jazyky pochopitelně příliš ne). Tento vliv je znatelný hlavně v oblasti stravování a zemědělství, kde byly zavedeny arabské novinky. Vedle toho je arabský vliv patrný na místních jménech jako jsou Algarve nebo Fátima.

### Vzestup portugalského jazyka
Římská provincie Lusitania se rozpadla na dvě části – na Lusitánii na jihu a Galícii na severu. Portugalština se vyvíjela ve dnešním severním Portugalsku a Galícii. Tyto dialekty existovaly dlouho pouze v mluvené podobě, jako psaný jazyk byla používána i nadále latina.
První písemné doklady portugalštiny jsou „Cancioneiros“ z doby kolem roku 1100.
Portugalskogalicijský jazyk se vyvíjel mezi lety 1200 a 1350 jako jazyk básnický. Po získání nezávislosti Portugalska na Kastilii vyvíjely se portugalština a galicijština jako dva nezávislé jazyky.
Hrabství portugalské bylo od roku 1095 nezávislé, od roku 1139 bylo Portugalsko královstvím pod vládou krále Alfonse I.
Z portugalštiny se postupně stával spisovný jazyk.
V roce 1290 založil král Dinis I. první portugalskou univerzitu, Estudo Geral v Lisabonu. Rozhodl, že „vulgární latině“, jak byla tehdy ještě portugalština označována, má být dána přednost před latinou klasickou. Od roku 1296 používala portugalštinu královská kancelář, takže tento jazyk nalezl použití nejen v poezii, ale také v zákonodárství a soudních spisech.
Šířením dvorské kultury jižní Francie docházelo ve 12. a 13. století k obohacení galicijského básnického jazyka okcitánskými výpůjčkami. V moderní portugalštině se jedná pouze o několik slov. Větší vliv na ráz slovní zásoby měl jazykový vliv francouzský, který je nyní průkazný nejen v oblasti lexikální, ale i frazeologické.
S postupující reconquistou docházelo postupně k šíření portugalštiny na jih. Do poloviny 13. století dosáhlo toto rozšíření jižní hranice dnešního Portugalska, čímž se celý západ Pyrenejského poloostrova stal oblastí, kde byla užívána portugalština a galicijština (tehdy v podstatě identické). Ve 14. století se stal z portugalštiny vytříbený jazyk s bohatou literaturou, užívaný jako jazyk básnický i v jiných oblastech Pyrenejského poloostrova jako např. Království León, Kastilie, Aragón a Katalánsko. Později, když se kastilština (po vzniku Španělského království označována i jako španělština) v Kastilii pevně etablovala a Galicie se dostala pod vliv kastilské řeči, stala se portugalština jazykem především v Portugalsku (tj. zůstala především v něm).

### Období portugalských zámořských objevů
V období 14. až 16. století, tedy v době portugalských zámořských objevů, se portugalština rozšířila do mnohých oblastí Asie, Afriky a Ameriky. V 16. století sloužila jako lingua franca v Asii a v Africe, kde byla užívána nejen jako řeč správní, ale i jako prostředek komunikace v obchodním styku a při styku místních vládců s Evropany všech národností. Na Cejlonu (nyní Srí Lanka) hovořili králové plynně portugalsky a urození lidé přijímali často portugalská jména. K rozšíření jazyka přispěla také smíšená manželství mezi Portugalci a domorodci, což byla v portugalské koloniální říši – ostatně jako i v koloniálních říších jiných zemí – běžná praxe. V mnoha oblastech byla portugalština navíc spojena s křesťanskou misijní aktivitou, proto byli často také Portugalci označováni jako Cristão (tj. křesťané). Přestože se později Holanďané pokoušeli vymýtit portugalštinu z Cejlonu a Indonésie, zůstala zde dlouho jako jazyk rozšířený a oblíbený.
Poté, co Portugalsko ztratilo svůj vliv v Indii, Srí Lance, Malajsii a Indonésii ve prospěch jiných evropských mocností, vznikaly a rozvíjely se zde portugalské kreolské jazyky. V mnoha jazycích se vyskytují portugalská slova v lexiku, např. slovo „pan“ (portugalsky „pão“) pro „chléb“ v japonštině, „sepatu“ (port. „sapato“) pro „bota“ v malajštině (indonéštině), „keju“ (port. „queijo“) pro „sýr“ taktéž v malajštině nebo „meza“ (port. „mesa“) pro stůl ve svahilštině.

### Vývoj po renesanci
Od poloviny 16. století se do portugalské slovní zásoby dostala celá řada výpůjček, zejména latinského nebo řeckého původu, ale také italského (v oblasti hudby, divadla, malířství) nebo španělského (což bylo podpořeno personální unií mezi těmito dvěma zeměmi v letech 1580–1640). Tyto výpůjčky učinily portugalský jazyk bohatším a komplexnějším. Tyto změny nás vedou k rozlišení dvou fází ve vývoji portugalského jazyka: staroportugalština (od 12. do první poloviny 16. století) a novověká portugalština, přičemž za formální předěl zde můžeme považovat vydání Cancioneiro Geral od Garcíy de Resende v roce 1516.
Oblasti, kam se portugalština rozšířila před svým intenzivním vývojem v renesančním období, tento směr vývoje pochopitelně z větší části nesdílely. V Brazílii a na Svatém Tomáši a Princově ostrově, ale také některých odlehlých oblastech Portugalska, se proto mluví dialekty, jež jsou podobny staroportugalštině.
Vedle 182 miliónů Brazilců mluví v současné době také 10 miliónů Portugalců a přibližně stejný počet obyvatel bývalých afrických a asijských kolonií portugalštinou jako rodným jazykem. Z portugalštiny se tak stal po španělštině druhý nejrozšířenější románský jazyk. Této pozici vděčí portugalština díky faktu, že se brazilská populace za posledních sto let více než zdesetinásobila: v roce 1900 měla Brazílie pouhých 17 miliónů obyvatel.

## Příbuzenství s ostatními jazyky
Portugalština je sice v mnoha aspektech velmi podobná španělštině, ve výslovnosti se od ní ale značně liší. S trochou cviku je pro Portugalce možné rozumět španělštině a naopak. Podívejme se na následující větu:
Ela fecha sempre a janela antes de jantar. (portugalsky)
Ela pecha sempre a fiestra antes de cear. (galicijsky)
Ella cierra siempre la ventana antes de cenar. (španělsky)
Skoro všechna slova jednoho z těchto jazyků jsou přítomna v jazyce jiném, pouze jinak znějí (a někdy se třeba nepoužívají tak často).
Ela encerra sempre a janela antes de cear. (portugalsky, ale s použitím méně obvyklých ekvivalentů)
(Věta znamená: „Ona zavírá okno vždy před večeří.“)
Existuje také skupina slov, jejichž příbuznost mezi jazyky není zřejmá a mluvčímu z jiné země činí potíže. Například:
| česky        | španělsky          | portugalsky | „brazilsky“    |
| syrová šunka | jamón (serrano)    | presunto    | presunto (cru) |
| vařená šunka | jamón dulce (York) | fiambre     | presunto       |
| dílna        | taller             | oficina     | oficina        |
| kancelář     | oficina            | escritório  | escritório     |
| vlak         | tren               | comboio     | trem           |

Jsou místa, kde se vedle sebe mluví španělsky a portugalsky. Portugalští rodilí mluvčí dovedou obvykle číst španělsky psaný text a naopak, i když mluvené řeči nerozumějí (mluvená řeč se také mimochodem zpravidla vyvíjí rychleji než psaná, která je díky tomu blíže původnímu – společnému – stavu). Návštěvníkům Portugalska a Brazílie se nedoporučuje při hovoru s místními používat španělštinu, nemají to rádi a bývá to považováno za ignoranci.[zdroj?]
Portugalština má také zjevné podobnosti s katalánštinou, italštinou, francouzštinou a jinými románskými jazyky, zejména v oblasti gramatiky a syntaxe.

## Dialekty
Portugalský termín pro dialekt je sotaque bez ohledu na to, zda se jedná o dialekt v téže zemi nebo v jiné. Standardní portugalština, označovaná jako Estremenho, se v historii měnila víckrát než ostatní varianty. Všechny formy evropské portugalštiny lze stále nalézt v portugalštině brazilské. Africká portugalština, zejména na Svatém Tomáši a Princově ostrově, má mnohé shodné znaky s brazilskou. Jihoportugalské nářečí má své zvláštnosti, mezi něž patří např. časté používání gerundia. Naproti tomu alto-minhoto a transmontano v severním Portugalsku se velmi podobají galicijštině.
Standardní portugalština z Portugalska je upřednostňovanou výslovností v bývalých afrických koloniích. V podstatě se rozlišují čtyři důležité standardy portugalského jazyka – dva z Portugalska – coimberský a lisabonský – a dva z Brazílie – riodejaneirský a sãopaulský.
Nejdůležitější formy výslovnosti, včetně zvukových nahrávek, jsou tyto:
| Dialekt                                                            | Nahrávka | Používán v                                                                        |
| Portugalsko                                                        |          |                                                                                   |
| Açoriano                                                           | nahrávka | Azory                                                                             |
| Alentejano                                                         | nahrávka | Alentejo                                                                          |
| Algarvio                                                           | nahrávka | Algarve                                                                           |
| Alto-Minhoto                                                       | nahrávka | severně od města Braga                                                            |
| Baixo-Beirão; Alto-Alentejano                                      | nahrávka | vnitřní střední Portugalsko                                                       |
| Beirão                                                             | nahrávka | Střední Portugalsko                                                               |
| Estremenho                                                         | nahrávka | Oblasti kolem Coimbry a Lisabonu                                                  |
| Madeirense                                                         | nahrávka | Madeira                                                                           |
| Nortenho                                                           | nahrávka | Oblasti kolem Bragy a Porta                                                       |
| Transmontano                                                       | nahrávka | Trás-os-Montes                                                                    |
| Brazílie                                                           |          |                                                                                   |
| Caipira                                                            |          | brazilské zázemí                                                                  |
| Capixaba                                                           |          | dřívější označení jen pro obyvatele Vitòrie. Nyní pro obyvatelstvo Espírito Santo |
| Carioca                                                            | nahrávka | Stát Rio de Janeiro                                                               |
| Cearense                                                           |          | Stát Ceará                                                                        |
| Baiano                                                             |          | Bahia                                                                             |
| Gaúcho                                                             |          | Rio Grande do Sul                                                                 |
| Mineiro                                                            |          | Stát Minas Gerais                                                                 |
| Nordestino                                                         | nahrávka | Severovýchodní státy Brazílie                                                     |
| Nortista                                                           |          | Amazonská pánev                                                                   |
| Paulistano                                                         |          | Město São Paulo                                                                   |
| Sertão                                                             |          | Státy Goiás a Mato Grosso                                                         |
| Sulista                                                            |          | Jižní Brazílie                                                                    |
| Afrika                                                             |          |                                                                                   |
| Luandense (Angolano)                                               | nahrávka | Angola – Okolí hlavního města Luandy                                              |
| Benguelense                                                        | nahrávka | Angola – Provincie Benguela                                                       |
| Sulista                                                            | nahrávka | Angola – jih země                                                                 |
| Caboverdiano                                                       | nahrávka | Kapverdy                                                                          |
| Guineense                                                          | nahrávka | Guinea-Bissau                                                                     |
| Moçambicano                                                        | nahrávka | Mosambik                                                                          |
| Santomense                                                         | nahrávka | Svatý Tomáš a Princův ostrov                                                      |
| Asie                                                               |          |                                                                                   |
| Timorense                                                          | nahrávka | Východní Timor                                                                    |
| Macaense                                                           | nahrávka | Macao, Čína                                                                       |
| nahrávky od Instituto Camões, Portugalsko: www.instituto-camoes.pt |          |                                                                                   |

Některé příklady slov z Portugalska, která mají v Brazílii nebo Angole jiný ekvivalent
| Portugalsko                             | Brazílie                               | Angola                  |
| ananás¹, někdy abacaxi²                 | abacaxi², někdy ananás¹                | abacaxi², někdy ananás¹ |
| ir embora¹ (nebo bazar³ mezi teenagery) | ir embora¹ (nebo vazar mezi teenagery) | bazar³, ir embora¹      |
| autocarro¹                              | ônibus²                                | machimbombo³            |
| telemóvel¹                              | celular²                               | '³                      |
| bairro de lata³                         | favela²                                | muceque¹                |

¹ portugalský původ
² brazilský původ
³ angolský původ (Machimbombo má možná mosambický původ)

### Rozdíly v psaném jazyku
Portugalština má dvě varianty psaného jazyka (port. Variedades), které jsou často označovány jako Padrões (vzory, typy). Jsou to:
- Evropská a africká portugalština
- Brazilská portugalština

Rozdíly mezi těmito variantami postihují slovní zásobu, výslovnost a syntax, obzvláště v jazyce hovorovém, zatímco v jazyce vyšších vrstev se tyto rozdíly tolik neprojevují.
Někdy nespočívají rozdíly v tom, jaká slova se používají, ale jak často a s jakým slohovým příznakem – např. běžný výraz pro „koberec“ v Brazílii tapete., v Portugalsku alcatifa, ale regionálně se vyskytuje v dané zemi i výraz z druhé varianty. Pro stará slova to platí téměř bezvýhradně, zatímco nová slovní zásoba je více specifická pro danou zem, např. ônibus v Brazílii a autocarro v Portugalsku.
Výraznější rozdíly jsou v pravopise. Ve slovech, která obsahují skupiny cc, cç nebo ct, je v Brazílii první „c“ vypouštěno, skupiny pc, pç nebo pt ztrácejí „p“. Tato písmena nejsou vyslovována, jedná se o přežitky z latiny (tedy o uplatnění historického principu v pravopise). Brazilský jazyk není tolik konzervativní jako evropský, proto zde dochází k eliminaci nadbytečných znaků. Srovnejme s italštinou a španělštinou:
Několik příkladů:
| Portugalsko a Afrika | Brazílie | Italština | Španělština | Překlad        |
| -------------------- | -------- | --------- | ----------- | -------------- |
| acção                | ação     | azione    | acción      | 'skutek, akce' |
| direcção             | direção  | direzione | dirección   | 'směr'         |
| eléctrico            | elétrico | elettrico | eléctrico   | 'elektrický'   |
| óptimo               | ótimo    | ottimo    | óptimo      | 'znamenitý'    |

Kromě toho existují rozdíly v označování přízvuku, což má následující důvody:
1. Rozdílná výslovnost: V Brazílii se o ve slovech Antônio, anônimo nebo Amazônia vyslovuje uzavřeně, zatímco v Portugalsku otevřeně – proto se v Portugalsku píše António, anónimo nebo Amazónia.
2. Zjednodušení čtení: Skupina qu může být čtena dvěma způsoby: ku nebo k. K zjednodušení výslovnosti se v Brazílii vyslovovaná skupina „ku“ píše s trématem, tedy cinqüenta místo cinquenta 'padesát'. (sr. se španělskou skupinou „güe“, „güi“ s vyslovovaným „u“, zatímco v „gue“, „gui“ bez „u“)

Už od osmdesátých let se pracuje na pravopisné reformě, která by měla pravopis sjednotit. V rámci této reformy by se měl brazilský standard (ten ostatně v tomto ohledu odpovídá i evropské výslovnosti) zavést v případě psaní c místo cc, cç nebo ct a odstranění p v pc, pç nebo pt (odpovídá vývojové tendenci „demokratizace“ jazyka – jazyk je zjednodušován, protože ho ovládají široké vrstvy obyvatel, a ty nejsou ochotny podřizovat se složitým pravidlům – podobné tendence jsou i v češtině, viz psaní cizích slov, předložek s/z aj.), kromě toho dochází i k menším změnám za účelem sjednocení a rovněž jsou snahy koordinovat přejímání výpůjček z jiných jazyků. Momentálně se počítá se zapojením Brazílie, Portugalska a Kapverd, kde vstoupí nová pravidla v platnost jako první, posléze má dojít k rozšíření do všech členských zemí CPLP, s čímž se ale pro blízkou budoucnost příliš nepočítá.

### Od portugalštiny odvozené jazyky
Když začalo Portugalsko ve středověku budovat svou koloniální říši, přišla portugalština do kontaktu s místními jazyky a ze vzájemného kontaktu povstaly pidžiny, které byly do 18. století v Asii a v Africe používány jako lingua franca. Tyto pidžiny postupem času obohacovaly svou gramatiku a slovní zásobu a staly se běžně používanými jazyky etnicky smíšeného obyvatelstva. Pidžiny v jednotlivých zemích:
Kapverdy:
- Crioulo Barlavento (Criol)
- Crioulo Sotavento (Kriolu)

Rovníková Guinea:
- Fá d'Ambô

Guinea-Bissau a Senegal:
- kriol

Indie:
- Kreolština Diu
- Kreolština Vaipimu
- Kristi
- Língua da Casa

Macao:
- Macaista

Malajsie, Singapur:
- Cristão/Papiá Kristang

Aruba, Bonaire a Curaçao:
- Papiamentu

Svatý Tomáš a Princův ostrov:
- Angolar
- Forro
- Lunguyê

Srí Lanka:
- Burgher

Surinam:
- Saramaccaans

Existují také dialekty kombinující španělštinu a portugalštinu:
- A Fala ve Španělsku
- Barranquenho v Portugalsku
- Portuñol v Uruguayi

## Fonetika
Portugalština má velmi komplexní fonetickou strukturu, což ji činí pro jazykovědce velmi zajímavou. Portugalština využívá 9 ústních samohlásek, 5 nosovek (ty jsou některými jazykovědci považovány za alofony ústních samohlásek, 10 dvojhlásek, 5 nosových dvojhlásek a 25 souhlásek.

### Souhlásky
|                   | Bilabiální (obouretné) | Bilabiální (obouretné) | Labiodentální (zuboretné) | Labiodentální (zuboretné) | Dentální (zubní) | Dentální (zubní) | Alveolární (dásňové) | Alveolární (dásňové) | Postalveolární (zadodásňové) | Postalveolární (zadodásňové) | Palatální (zadopatrové) | Palatální (zadopatrové) | Velární (předopatrové) | Velární (předopatrové) | Uvulární (čípkové) | Uvulární (čípkové) |
| ----------------- | ---------------------- | ---------------------- | ------------------------- | ------------------------- | ---------------- | ---------------- | -------------------- | -------------------- | ---------------------------- | ---------------------------- | ----------------------- | ----------------------- | ---------------------- | ---------------------- | ------------------ | ------------------ |
| explosivní        | p                      | b                      |                           |                           | t̪                | d̪                |                      |                      |                              |                              |                         |                         | k                      | g                      |                    |                    |
| nazály (nosové)   | m                      | m                      |                           |                           |                  |                  | n                    | n                    |                              |                              | ɲ                       | ɲ                       |                        |                        |                    |                    |
| frikatívy (dyšné) |                        |                        | f                         | v                         |                  |                  | s                    | z                    | ʃ                            | ʒ                            |                         |                         |                        |                        | ʁ                  |                    |
| laterály (bočné)  |                        |                        |                           |                           |                  |                  | l                    | l                    |                              |                              | ʎ                       | ʎ                       |                        |                        |                    |                    |
| ražené            |                        |                        |                           |                           |                  |                  | ɾ                    | ɾ                    |                              |                              |                         |                         |                        |                        |                    |                    |

### Přízvuk
Přízvuk u slov, jež končí pravopisně na samohlásky „a“, „e“ a „o“ nebo na souhlásky „s“ nebo „m“, mívají přízvuk zpravidla na předposlední slabice, slova končící na „i“ a „u“ nebo na souhlásku (tzn. většinou na „l“, „r“, „z“) na poslední slabice. Přízvuk, který se tomuto pravidlu vymyká, je označen znaménkem přízvuku (akut nebo cirkumflex). Vlnovkou označené slabiky jsou vždy přízvučné, pokud není ve slově akut nebo cirkumflex.
Příklady:
- beleza 'krása' – přízvuk na druhém e
- fonte 'pramen' – přízvuk na o
- obrigado 'děkuji' – přízvuk na a
- Pedi 'prosil(a) jsem' – přízvuk na i
- Tatu 'pásovec' – přízvuk na u
- Brasil 'Brazílie' – přízvuk na i
- cantar 'zpívat' – přízvuk na druhém a
- Sábado 'sobota' – přízvuk na prvním a
- combinação 'kombinace' – přízvuk na ã
- Cristóvão 'Kryštof' – přízvuk na o

Příklady: Malý princ v portugalštině
Portugalsko
- (Lisabon, Portugalsko)
- (Gaia, Portugalsko)

Brazílie
- (Rio de Janeiro, Brazílie)
- (São Paulo, Brazílie)

Portugalština je, na rozdíl od francouzštiny, španělštiny nebo italštiny, spíše rytmická řeč.

## Pravopis a výslovnost

### Abeceda
Portugalská abeceda využívá 23 písmen latinky – A, B, C, D, E, F, G, H, I, J, L, M, N, O, P, Q, R, S, T, U, V, X, Z – písmena K, W, a Y nejsou vůbec používána (s výjimkou jmen).
Kromě toho používá portugalština následující písmena s diakritikou:
Á, Â, Ã, À, Ç, É, Ê, Í, Ó, Ô, Õ, Ú, Ü

### Výslovnost
Následující pravidla platí pro obě verze, pokud ne, je to u příslušné hlásky uvedeno.

#### Samohlásky

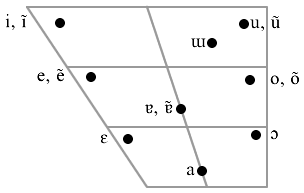

| Písmeno               | Portugalsky        | Význam                                                    | IPA                   | Poznámka                                                                                       |
| a                     | talha              | řez                                                       | a                     |                                                                                                |
| a                     | amo                | miluji                                                    | ɐ                     | redukované                                                                                     |
| a, á                  | alto, árvore       | vysoký, strom                                             | ɑ                     | otevřené                                                                                       |
| e, ê                  | medo, letra, você  | strach, dopis, vy (v Brazílii spíše v tykání)             | e                     |                                                                                                |
| -e                    | leite, vale        | mléko, údolí                                              | P.: ɯ̆ např.. ɨ Br.: i | na konci slova: P: krátké, skoro spolknuté i na konci slova: Br.: často zřetelně vyslovené „i“ |
| e, é                  | resto, festa, café | zbytek, party, káva                                       | ɛ                     | otevřené                                                                                       |
| i                     | idiota             | idiot                                                     | I                     |                                                                                                |
| ô                     | ovo, olho, avô     | vejce, oko, děda                                          | o                     | zavřené                                                                                        |
| o                     | santo, logo        | svatý, brzy                                               | u                     | jako krátké -u                                                                                 |
| o, ó                  | morte, moda, nó    | smrt, móda, uzel                                          | ɔ                     | uvnitř slova nebo na konci akcentováno                                                         |
| u                     | uvas               | hrozny                                                    | u                     |                                                                                                |
| dvojhláska s o nebo u | ao, mau            | k (tomu – spojeno s určitým členem mužského rodu), špatný | w                     |                                                                                                |
| dvojhláska s i        | nacional, ideia    | národní, nápad                                            | j                     |                                                                                                |

#### Nosovky
Portugalské nosovky nejsou tolik vyslovovány nosem jako jejich francouzské protějšky a zpravidla také nemají na konci žádnou okluzívu.
| Písmeno   | Portugalsky      | Význam                                  | IPA | Poznámka                                      |
| am, an, ã | campo, canto     | pole, okraj (roh)                       | ã   | nosové a podobné francouzskému ve slově blanc |
| em, en    | lembrar, então   | vzpomínat, potom                        | ẽ   | nosové e                                      |
| un, um    | um, untar        | jeden (neurčitý člen), namazat (natřít) | ũ   | nosové u                                      |
| im, in    | limpo, brincar   | čistý, hrát                             | ĩ   | nosové i                                      |
| õ, om, on | limões, montanha | citróny, hora                           | õ   | nosové o, podobné francouzskému on            |

#### Souhlásky
| Písmeno                    | Portugalsky          | Význam                | IPA          | Poznámka |
| b                          | bola                 | míč                   | b            | |
| ca, co, cu                 | casa                 | dům, byt              | k            | |
| ça, ce, ci, ço, çu         | cedo, maçã           | časný, jablko         | s            | nehlasné, skoro jak německé ostré s                                                                                             |
| ch                         | cheque               | šek                   | ʃ            | tj. české š |
| d                          | dedo                 | prst                  | d dʒ         | v Brazílii před vyslovovaným „i“ přechází v dž, ale míra této sykavkovité povahy se liší dle regionu                            |
| f                          | ferro                | železo                | f            | |
| ga, go                     | gato                 | kočka                 | g            | |
| ge, gi                     | gelo                 | led                   | ʒ            | tj. české ž |
| gua                        | água                 | voda                  | mezi gu a gw | |
| gue, gui                   | português, guia      | portugalský, vůdce    | g            | tj. „u“ se nevyslovuje |
| h                          | harpa                | harfa                 | –            | nevyslovuje se |
| j                          | jogo                 | hra                   | ʒ            | tj. české ž |
| l                          | logo                 | brzy                  | l            | |
| -l                         | Portugal, Brasil     | Portugalsko, Brazílie | P.: ł Br.: w | P.: podobné polskému, v Brazílii je zvuk blíže u; tato výslovnost odpovídá pozici před souhláskou nebo na konci slova           |
| lh                         | alho, filho          | česnek, syn           | ʎ            | jako ľ (slovenské nebo ruské měkké l)                                                                                           |
| m-                         | mapa                 | mapa                  | m            | na začátku a vprostřed slova: jako české m na konci slova nazalizuje předcházející samohlásku                                   |
| n-                         | número               | číslo                 | n            | na začátku a vprostřed slova: jako české n na konci slova nazalizuje předcházející samohlásku                                   |
| nh                         | ninho                | hnízdo                | ɲ            | jako české ň |
| p                          | parte                | část                  | p            | |
| qua, quo                   | quanto, quotidiano   | kolik, denní          | kw           | |
| que qui                    | aquele, aqui         | tento, tady           | k            | |
| -r                         | mar, Março           | moře, březen          | ɾ            | někdy lehce hrčivé, často čípkové (uvulární) r                                                                                  |
| r                          | coro, caro           | chór, drahý           | r            | |
| rr                         | rosa, carro          | růže, auto            | P.:R Br.:H   | P.: čípkové r; regionálně také dlouhé, je výrazné, hrčivé Br.: ch nebo zvučné r                                                 |
| s, ss                      | sapo, assado         | ropucha, pečený       | s            | |
| -s                         | galinhas, arcos      | kuřata, oblouky       | ʃ nebo z     | na konci slova v Portugalsku, Riu de Janeiru a Belému ʃ , v Brazílii většinou z, v některých portugalských dialektech ʒ (tj. ž) |
| s                          | raso                 | stejnoměrnost         | z            | pokud je „s“ mezi samohláskami                                                                                                  |
| t                          | tosta                | toast                 | t tʃ         | v Brazílii před vyslovovaným i přechází v č nebo se vyslovuje jako ť                                                            |
| v                          | vento, velocidade    | vítr, rychlost        | v            | |
| x                          | caixa, Xadrez, texto | krabice, šachy, text  | ʃ            | |
| x                          | próximo              | příští                | s            | |
| z, exa, exe, exi, exo, exu | exame, natureza      | zkouška, příroda      | z            | |

## Gramatika
Portugalská gramatika je úzce příbuzná s gramatikou ostatních románských jazyků. Zvláštnosti spočívají zejména v postavení zájmen.
Slovesa jsou rozdělena do tří konjugací podle zakončení infinitivu (-ar, -er, -ir; koncovka -or je nepravidelná), přičemž většina sloves patří do konjugace -ar. Slovesné způsoby jsou, podobně jako v češtině, tři imperativ (o imperativo), indikativ (o indicativo) a konjunktiv (o conjuntivo), ale použití konjunktivu se od použití českého kondicionálu dost liší. Konjunktiv odpovídá českému kondicionálu ve větách vedlejších (označuje situace, které by mohly nastat, následuje i po větách typu „Je pravděpodobné, že...“). Zvláštností je potlačení druhé osoby plurálu; v brazilské portugalštině se nepoužívá ani druhá osoba singuláru² – je nahrazena třetí osobou se slovem „você“, které se běžně používá v hovorovém jazyce (etymologicky toto slovo souvisí se zdvořilým španělským oslovením „usted“ a je zkomoleninou oslovení „Vuestra merced“ (španělský tvar)). Toto oslovení je v Portugalsku nezvyklé a vyjadřuje obvykle odstup až pohrdání. Naproti tomu množné číslo „vocês“ je běžně používáno v obou verzích jazyka. Další zvláštností je osobní infinitiv, který pomocí koncovek (jednotných pro všechny konjugace: -,-es,-,-mos,-des,-em) vyjadřuje osobu. Slouží k redukci vedlejších vět. V případě první a třetí osoby singuláru se přidává obvykle příslušný podmět ve formě s předložkou „de“, přičemž nedochází k její kontrakci se zájmeny.
Substantiva mají dvojí gramatický rod (mužský nebo ženský); adjektiva a číslovky jejich rod a číslo přejímají. Množné číslo se tvoří přidáním koncovky -s/-es, s případnou alterací předcházející hlásky (jornal – noviny (sg.), jornais – pl.).
² V Belému je používáno často tykání se slovem „tu“ (stejně jako v Portugalsku).

## Slovní zásoba
Protože je portugalština románským jazykem, pochází většina jejích slov z latiny. Samozřejmě se v ní ale vyskytují i výpůjčky z jiných jazyků:

### Slova z předřímských časů
Z doby před římskou nadvládou zůstalo málo slov z jazyka původních obyvatel dnešního Portugalska (Lusitánců, Koniů, Iberů) nebo z jazyka osadníků kolonií na pobřeží (Féničanů, Kartaginců nebo Keltů, popř. Keltiberů), která se dochovala do současné doby. U mnoha z těchto slov chybí přesný vědecký doklad jejich etymologie. Zejména u slov přičítaných keltoiberskému vlivu se může jednat o slova, která se dostala do portugalštiny z latiny oklikou.
Z jazyka Iberů:
- abóbora 'dýně'
- bezerro 'jednoroční tele'
- manteiga 'máslo'
- sapo 'želva'

Z keltštiny:
- cabana 'bouda, chýše'
- cama 'postel'
- camisa 'košile'
- carvalho 'dub'
- cerveja 'pivo'
- javali 'divočák'
- touca 'čepice'

Protože tato slova jsou i v jiných románských jazycích, dá se předpokládat, že byla do latiny přejata velmi záhy (takže by se nejednalo o pozdější přejímky do portugalské vulgární latiny).
Z féničtiny:
- malha 'síť'
- mapa 'mapa'
- saco 'pytel'

Tato slova jsou rovněž i v jiných románských jazycích, takže se dá opět předpokládat, že se do latiny dostala rovněž už před jejím rozšířením po impériu.

### Slova latinského původu
Portugalština je pokračováním vývojové linie vulgární latiny, která byla sice s klasickou latinou příbuzná, ale nebyla identická (k tomuto jevu u spisovných jazyků postupně dochází, rozšířením latiny do dalších krajů se tento rozdíl ještě prohloubil). Přeměna slov latinských v portugalská začala již v čase Římské říše a pokračovala samozřejmě i později. Portugalština byla ale i nadále latinou neustále ovlivňována (tentokrát tou středověkou), protože latina byla kulturním jazykem křesťanského západu (a ovlivňovala všechny tamější jazyky, nejen románské). Tak se dostala do portugalštiny další latinská slova v průběhu středověku a raného novověku. Tato slova nepodlehla všem přeměnám jako slova původní, jsou tedy latinskému originálu bližší.
Portugalština v průběhu svého vývoje prošla těmito procesy:
- Nazalizace: Samohláska před [m] a [n] se stane snadno nosovkou, tento jev existuje v mnoha jazycích. V portugalštině proběhl mezi 6. a 7. stoletím, naproti tomu ve španělštině neproběhl vůbec.
  - Měsíc byl ve vulgární (i klasické) latině LUNA, které se přeměnilo na [lũ:a] (psáno: Lua, bez diakritiky).
- Palatalizace: poloha před samohláskami [i] nebo [e] nebo v blízkosti polosamohlásky [j]:
  - CENTUM → [tj]ento → [ts]ento → cento 'sto'
  - FACERE → fa[tj]ere → fa[ts]er → fa[dz]er → fazer 'dělat'
  - FORTIA → for[ts]a → força 'síla'
- Elize (vypuštění) souhlásek mezi dvěma podobně znějícími samohláskami:
  - DOLERE/DOLOR → door → dor 'bolest'
  - BONUS → bõo → bom, 'dobrý'
  - ANELLUM → ãelo → elo 'prsten' (braz. anel)
- Sonorizace (změna znělosti): některé souhlásky se staly znělými:
  - MUTUS → mudo 'hluchý'
  - LACUS → lago 'jezero'
  - FABA → fava 'bob'
- Degeminace (zjednodušení dvojitých souhlásek):
  - GUTTA → gota 'kapka'
  - PECCARE → pecar 'hřešit'
- Disimilace – změna hlásky vlivem jiné, podobné směrem k větší odlišnosti:
  - Disimilace samohlásek:
    - LOCUSTA → lagosta 'langusta'
    - CAMPANUS → campão → campo 'venkov (mj.)'
    - LOCALE → logar → lugar 'místo'

  - Disimilace souhlásek:
    - MEMORARE → nembrar → lembrar 'vzpomínat'
    - ANIMA → alma 'duše'

### Slova germánského původu
- ganhar 'zvítězit' z germánského waidanjan
- guerra 'válka' z gótského wirro
- roubar 'uloupit' z germánského raubon
- saga 'sága, pohádka' z gótského saega

### Slova arabského původu
Asi tisíc portugalských slov je původu arabského , např.:
- alface 'hlávkový salát' z alkhass
- almofada 'polštář' z almukhadda
- armazém 'sklad' z almahazan
- azeite 'olivový olej' z azzait
- garrafa 'láhev' z garrafâ

### Slova afrického, asijského a indiánského původu
Díky zámořským objevům přišla portugalština do kontaktu s místními jazyky, ze kterých přejala portugalština spoustu slov, které dále zprostředkovala ostatním evropským jazykům. Zejména zeměpisná jména v Africe a Brazílii pocházejí z jazyka zdejších obyvatel.
Asijské jazyky:
- chá 'čaj', z čínského cha
- jangada 'vor', z malajštiny
- manga 'mango', z malajského mangga

Indiánská slova:
- abacaxi 'ananas' z jazyka tupí ibá a cati
- caju 'kešú'
- jaguar 'jaguár' z tupí-guaraní jaguara
- mandioca 'maniok'
- pipoca 'popcorn'
- tatu 'pásovec' z guaraní tatu
- tucano 'tukan' z guarani tucan

Subsaharská Afrika:
- banana 'banán' z wolofštiny
- farra 'požár v divočině' z bantu
- chimpanzé 'šimpanz' z bantu

## Příklady

### Číslovky
| Portugalsky | Česky |
| um          | jeden |
| dois        | dva   |
| três        | tři   |
| quatro      | čtyři |
| cinco       | pět   |
| seis        | šest  |
| sete        | sedm  |
| oito        | osm   |
| nove        | devět |
| dez         | deset |

## Portugalská literatura
Tímto tématem se blíže zabývá článek Portugalská literatura
V začátcích portugalské literatury měla největší význam poezie. Jeden z nejslavnějších portugalských literátů je Luís Vaz de Camões (* 1524; † 1580) se svým eposem Os Lusíadas. Jeho význam podtrhuje i to, že portugalská obdoba Goethe-Institutu se jmenuje Instituto Camões a portugalský národní svátek („Dia de Portugal“ – Den Portugalska) připadá na 10. června, den smrti tohoto národního básníka.
Jiní důležití autoři jsou autoři údobí romantismu Eça de Queirós (1845–1900), básník Fernando Pessoa (1888–1935), brazilský básník a prozaik Machado de Assis (1839–1908), brazilský prozaik Jorge Amado (1912–2001), a laureát Nobelovy ceny za literaturu José Saramago (1922–2010).

## Regulátor jazyka
Portugalštinu regulují
- Mezinárodní portugalský jazykový institut
- Společenství portugalsky mluvících zemí (CPLP)

## Vzorový text

### Všeobecná deklarace lidských práv
| portugalsky | Todos os seres humanos nascem livres e iguais em dignidade e em direitos. Dotados de razão e de consciência, devem agir uns para com os outros em espírito de fraternidade. |
| česky       | Všichni lidé se rodí svobodní a sobě rovní co do důstojnosti a práv. Jsou nadáni rozumem a svědomím a mají spolu jednat v duchu bratrství.                                  |